# Dora Billington
Dora May Billington (Stoke-on-Trent, 1890 –1968) fue una ceramista, profesora y escritora. En sus obras exploró nuevas posibilidades decorativas en cerámica. 

## Trayectoria
Billington nació en una familia de alfareros en Tunstall, un pueblo cercano a Stoke-on-Trent. De 1905 a 1910 asistió a la Escuela de Arte Tunstall y más tarde a la Escuela de Arte Hanley, convirtiéndose en asistente de maestra en su último año. Trabajó como decoradora para Bernard Moore entre 1910 y 1912. Entre 1912 y 1916 estudió en el Royal College of Art  (RCA) y en la Slade School of Art. En la RCA estudió en el departamento de diseño con WR Lethaby y aprendió caligrafía de Edward Johnston, bordado de Grace Christie y cerámica de Richard Lunn. Billington siguió siendo bordadora aficionada y una escritora ocasional sobre textiles. Lunn murió en 1915 a la edad de aproximadamente 75 años y se le propuso a Billington que se hiciera cargo de su clase con John Adams (quien luego dirigió Poole Pottery ). Enseñó cerámica en la Escuela Central de Artes y Oficios desde 1919 y dejó la RCA en 1925 cuando William Rothenstein nombró a William Staite Murray como instructor de cerámica. Las circunstancias de su partida siguen sin estar claras. Para esa fecha, Rothenstein había estado en el cargo durante cinco años y, aunque apoyó el trabajo de Billington, criticó la enseñanza de la cerámica y otras artesanías como "demasiado poco experimental y derivada". No parece haberse hecho ningún intento consistente de abordar la interpretación del mundo contemporáneo en el diseño y la ejecución... el trabajo de investigación hacia el descubrimiento de nuevos temas y nuevos tratamientos, tan notables en el continente, parece haber faltado.
En 1938 se encargó de la dirección de la Escuela Central, con la colaboración de Gilbert Harding Green. Su enseñanza hacía hincapié en la importancia de la construcción manual como primera etapa del trabajo con la arcilla, pero se esperaba que todos los alumnos aprendieran a trabajar con el torno. Poseía amplios conocimientos sobre la tecnología del vidriado y la historia de la cerámica.. Entre sus alumnos estaban Quentin Bell, William Newland, Gordon Baldwin, Ruth Duckworth, Alan Caiger-Smith, Margaret Hine, Kenneth Clark, Ann Wynn-Reeves, Katherine Pleydell-Bouverie, Stella Rebecca Crofts, Ursula Mommens, Ray Finch y Valentinos Charalambous. Se retiró de su puesto en la Escuela Central en 1955 cuando Gilbert Harding Green se convirtió en Jefe de Departamento.
En la Exposición Internacional de Artes Decorativas e Industriales Modernas de París en 1925, Billington recibió la Medalla de Bronce por su vidriera 'St Joan'. También exhibió mosaicos. Los cursos de cerámica de la RCA y la Escuela Central también fueron premiados. En la década de 1950, Billington reunió a su alrededor en la Escuela Central de Artes y Oficios a un equipo de maestros que representaban una alternativa a la estética oriental de Bernard Leach de vasijas utilitarias de gres esmaltadas en colores apagados, y la Escuela se asoció con objetos brillantemente decorados. cerámica vidriada con óxido de estaño hecha por sus protegidos Alan-Caiger Smith, William Newland, Margaret Hine, Ann Wynn-Reeves y Nicholas Vergette.
Fue presidenta de la Sociedad de Exposiciones de Artes y Oficios desde 1949 y participó en el Centro de Artesanía de Gran Bretaña en Londres, que estaba presidido por su colega John Farleigh, y seleccionó las cerámicas que se muestran allí. También participó en la Exposición itinerante Smithsonian de Artistas Artesanos Británicos en la década de 1950.
Su libro The Art of the Pottery (1937) fue el primero en relacionar la práctica artesanal contemporánea con su contexto histórico y en The Technique of Pottery (1962) dio una descripción completa de los diferentes métodos de trabajo.
Desde la década de 1980 ha habido un mayor interés en su influencia en la cerámica de estudio británica del siglo XX. Existe poca información documentada de su obra antes de 1945.

## Publicaciones seleccionadas
- The Art of the Potter, Oxford, OUP, 1937
- The Technique of Pottery, London, Batsford, 1962 ISBN 9780713457674, revised edition 1972